# Ignaz Finsterwalder
Ignaz Finsterwalder (* 6. Juli 1708 in Wessobrunn; † 1772 in Augsburg) war ein deutscher Stuckateur der Wessobrunner Schule. Ab 1740 arbeitete er zusammen mit seinem Bruder Johann Baptist Finsterwalder und betrieb eine Firma für Stuckarbeiten. Er schuf Stuckaturen hauptsächlich im südbayerischen Raum.
Er hat viele Stuckarbeiten an den Bauten von Baumeister Franz Xaver Kleinhans ausgeführt. 

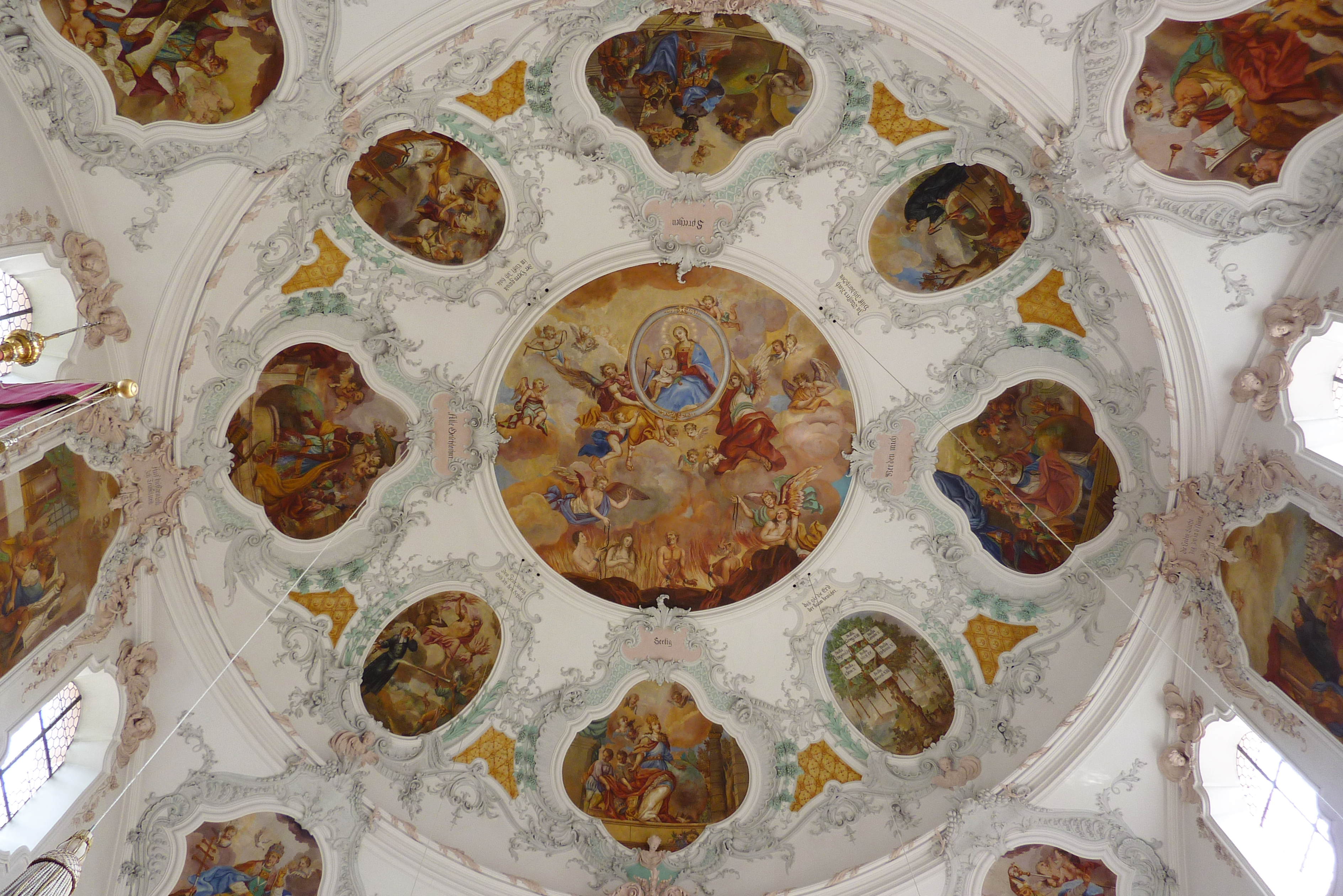
Stuckaturen von Ignaz und Johann Finsterwalder in der Pfarrkirche St. Martin in Gabelbach

## Stuckaturen (Auswahl)
- Pfarrkirche St. Michael (Marktoberdorf-Bertoldshofen)
- Wallfahrtskirche Maria Hilf (Klosterlechfeld)
- St. Laurentius und Elisabeth (Aulzhausen)
- Klosterkirche Mariä Himmelfahrt des Franziskanerinnenklosters (Dillingen an der Donau)
- St. Georg (Westendorf)
- Wallfahrtskirche Mariä Geburt (Senden-Witzighausen)
- Klosterkirche Heilig Kreuz und Mariä Himmelfahrt (Scheyern)
- Pfarrkirche St. Michael (Denklingen)
- Muttergotteskapelle in Haunstetten (Augsburg-Haunstetten-Siebenbrunn)